# Paul Dirac
Paul Adrien Maurice Dirac (Bristol, 8 augustus 1902 – Tallahassee, 20 oktober 1984) was een Brits theoretisch natuurkundige en een van de pioniers van de kwantummechanica. In 1928 leidde hij het bestaan af van antimaterie.

## Leven

### Jeugd en studie
Dirac werd geboren als zoon van Charles Adrien Ladislav Dirac (1866-1936) en Florence Hannah Holten (1878-1941). Zijn vader was een Zwitserse immigrant van het kanton Wallis in Zwitserland die leraar Frans was. Zijn moeder, Florence Hannah Holten, kwam oorspronkelijk uit Cornwall en was de dochter van een zeeman. Paul had een oudere broer en een jongere zus. Zijn vroege familieleven lijkt redelijk ongelukkig te zijn geweest door de ongewoon strenge en autoritaire natuur van zijn vader. Hij ging naar de Bishop Primary School en later aan de Merchant Venturers Technical College. Deze laatste was verbonden met de Universiteit van Bristol en legde de nadruk op wetenschappelijke vakken en moderne talen; een ongewone regeling in een tijd waarin het secundaire onderwijs in het Verenigd Koninkrijk grotendeels was gewijd aan de klassieken. Dirac zou hier later veel dankbaarheid voor tonen.
Hij studeerde elektrotechniek aan de Universiteit van Bristol en studeerde af in 1921. Hij kon geen werk vinden als ingenieur, maar kon via een verkorte opleiding wiskunde studeren in Bristol. Hij haalde zijn diploma in de wiskunde in Bristol in 1923 en kreeg toelating om onderzoek te doen aan het St John's College te Cambridge, waar hij het overgrote deel van zijn carrière zou blijven. Aan de Universiteit van Cambridge raakte hij geïnteresseerd in de algemene relativiteitstheorie en in de kwantummechanica en hij werkte daarin onder het toezicht van Ralph Fowler.

### Ontdekkingen
In 1926 ontwikkelde hij een versie van de kwantummechanica die het werk van Werner Heisenberg over de matrixmechanica en dat van Erwin Schrödinger over de golfmechanica met elkaar verenigde in een enkel mathematisch formalisme dat observabelen verbindt met operatoren die werken op vectoren in een oneindig-dimensionale Hilbertruimte, die de toestand van een fysisch systeem beschrijven. Hiervoor kreeg hij de titel Ph.D. (doctor) van Cambridge.
In 1928 publiceerde hij de Dirac-vergelijking, gebaseerd op het werk van Wolfgang Pauli over het niet-relativistische elektron met spin. Deze relativistische vergelijking beschrijft het elektron. Dit werk leidde tot Diracs voorspelling van het bestaan van het positron, het antideeltje van het elektron, dat hij interpreteerde als een gat in wat uiteindelijk de "Diraczee" zou worden genoemd; de oneindig diepe zee van elektronen met negatieve energie die het universum zou vullen en die ervoor zou zorgen dat de elektronen met positieve energie niet al hun energie zouden uitstralen, oneindig negatieve energie zouden krijgen en zo het einde van het universum zouden inluiden.
Het elektron met positieve lading, nu "positron" genoemd, werd in 1932 waargenomen door Carl Anderson, die daarvoor in 1936 de Nobelprijs ontving. Dirac droeg ook bij tot de natuurkunde door zijn uitleg van de oorsprong van de kwantumspin in het relativistische karakter van de wereld.
Diracs Principles of Quantum Mechanics (gepubliceerd in 1930) werd een van de standaard handboeken en wordt nog steeds gebruikt. Hij introduceerde de bra-ketnotatie, waarin |ψ>, een ket, een vector in de gewone Hilbertruimte representeert, en <ψ|, een bra, de duale hiervan is. <ψ|ψ> (de braket) staat dan voor het inwendig product. Dirac introduceerde ook de Diracdelta, Dirac-delta-distributie of Dirac-delta-functie.
In hetzelfde artikel van mei 1931 waarin Dirac zowel het bestaan postuleerde van het anti-elektron en het antiproton voorspelde hij een derde hypothetisch deeltje: de magnetische monopool. Hij bewees dat het bestaan van een enkele monopool in het universum zou volstaan om de kwantisatie van de elektrische lading te verklaren.
Aanvankelijk trok Diracs monopoolhypothese weinig aandacht, al kreeg hij van Pauli de bijnaam "Monopolean". Maar na de ontdekking van het positron in 1932 en nadat in 1955 het bestaan van het antiproton experimenteel werd bevestigd door Emilio Segrè en Owen Chamberlain begon men ook het idee van monopolen serieus te nemen. Hoewel er door vele fysici op allerlei manieren naarstig naar is gezocht, is het monopool tot heden (nog) niet gevonden.

### Nobelprijs
Paul Dirac deelde een Nobelprijs natuurkunde in 1933 met Erwin Schrödinger "voor de ontdekking van een nieuwe productieve vorm van atoomtheorie". Dirac was een Lucasiaans Professor in wiskunde van Cambridge van 1932 tot 1969. De Diracprijzen wordt uitgereikt te zijner ere. Ook werd een constante naar hem vernoemd; de constante van Dirac (ħ - gedefinieerd als h/2π, met h de constante van Planck). Deze constante is een belangrijk hulpmiddel in de kwantummechanica. In 1952 kreeg hij de Copley Medal.

### Naar Florida
Dirac bracht zijn laatste jaren door aan de Florida State University (FSU) in Tallahassee te Florida. Dr. Bruce Hellman (Diracs laatste Ph.D.-student) stelde in 1977 aan de FSU de Dirac-Hellman Award in, een studentenprijs voor een uitzonderlijk goede verhandeling in de theoretische natuurkunde. Dirac stierf in Tallahassee, waar hij is begraven. Om hem te eren werd een plaquette geplaatst in de Westminster Abbey te Londen.

### Persoonlijk
Dirac was een bijzonder getalenteerd natuurkundige maar hij was ook erg verlegen en probeerde elke vorm van publiciteit te vermijden. Toen hij in 1933 de Nobelprijs won, wilde hij deze aanvankelijk afwijzen, maar toen men hem vertelde dat hij dan nóg meer aandacht zou krijgen, veranderde hij toch van gedachten. Voor de plechtigheid nodigde hij zijn vader niet uit (zijn moeder was wel aanwezig), vermoedelijk vanwege de gespannen verhoudingen na de zelfmoord van zijn oudere broer Reginald in 1925.
Hij trouwde in 1937 met Margit Wigner, een zus van de Hongaars-Amerikaanse fysicus Eugene Wigner en kreeg twee eigen dochters (Mary Elizabeth en Florence Monica), terwijl hij stiefvader werd van Margits zoon en dochter.

## Anekdotes
Dirac was een overtuigd atheïst. Wolfgang Pauli reageerde op een zeldzame verklaring van Dirac met: "Als ik Dirac goed begrijp, bedoelt hij dit: er is geen god en Dirac is zijn profeet."
Dirac stond er bij zijn collega's om bekend zeer precies en stilzwijgend te zijn. Toen Niels Bohr eens klaagde dat hij niet wist hoe hij een zin in een wetenschappelijk artikel moest beëindigen, antwoordde Dirac: "Op school hebben ze me geleerd nooit een zin te beginnen zonder te weten hoe hij zal eindigen." Toen hij bij een bezoek aan de Sovjet-Unie werd uitgenodigd om een lezing over zijn filosofie over de natuurkunde te geven, stond hij enkel op en schreef hij op het bord: "Natuurkundige wetten moeten wiskunde, schoonheid en eenvoud bezitten." Toen hem, bij dezelfde gelegenheid, werd gevraagd naar zijn mening over poëzie, antwoordde hij dat: "In de wetenschappen probeert men iets te vertellen wat niemand nog weet op een zodanige manier dat iedereen het verstaat. Bij poëzie is het net omgekeerd."
Dirac viel ook op door zijn bescheidenheid. Hij noemde de vergelijking voor de tijdsevolutie van een kwantummechanische operator de "Heisenberg-bewegingsvergelijking" terwijl hij de eerste was die deze neerschreef. De meeste natuurkundigen spreken over Fermi-Diracverdeling voor deeltjes met halftallige spin en Bose-Einsteinstatistiek voor heeltallige deeltjes. Dirac gebruikte tijdens zijn lezingen steevast de oude benaming "Fermistatistiek". Die voor heeltallige spin noemde hij "Einsteinstatistiek" – "om symmetrieredenen", legde hij uit.
Volgens een anekdote van George Gamow zou Paul Dirac, na het observeren van de handenarbeid van zijn echtgenote, door loutere topologische analyse het averechts breien hebben heruitgevonden (George Gamow, "Biografie van de fysica", vertaling D. Burger, Arnhem 1962).

## Publicaties

### Artikelen
Onder meer
- Quantum Theory of the Electron, Proc. Royal Society A 117, 610-624, 1928

### Boeken
- Principles of Quantum Mechanics (1930) - Een origineel werk dat de ideeën van de kwantummechanica samenvat met behulp van de moderne formalismen die grotendeels zijn ontwikkeld door de auteur zelf. Aan het einde van het boek legt Dirac ook de relativistische theorie van het elektron uit, die ook door hemzelf is ontwikkeld.
- Lectures on Quantum Mechanics (1966) - Het grootste deel van het boek gaat over kwantummechanica in gekromde ruimtetijd.
- General Theory of Relativity (1975) - Dit korte werk (slechts 68 bladzijden!) vat Einsteins algemene relativiteitstheorie elegant samen.